# Julius Matthijs van Beijma thoe Kingma
Jhr. Julius Matthijs van Beijma thoe Kingma (Zuidbroek, 16 juli 1890 – Rauwerderhem, 5 december 1970) was een Nederlands politicus. 
Hij werd geboren als zoon van jhr. Sijbrand Willem Hendrik Adriaan van Beijma thoe Kingma (1849-1935) en Madelaine Henriette Jeanne de Laat de Kanter (1857-1938). Hij groeide op in Heerenveen waar zijn vader notaris was. In 1908 ging hij werken bij de gemeentesecretarie van Aengwirden en daarna was hij achtereenvolgens werkzaam bij de gemeenten de Wijk, Watergraafsmeer en Gaasterland. In navolging van zijn grootvader jhr. Frederik Hessel van Beijma thoe Kingma, die burgemeester van Aengwirden is geweest, werd hij eind 1919 eveneens burgemeester en wel van Rauwerderhem. Van Beijma thoe Kingma ging in 1955 met pensioen en overleed in 1970 op 80-jarige leeftijd. 